# Hafen Kalnėnai
Der Hafen Kalnėnai (lit. Kalnėnų uostas) ist ein ehemaliger Binnenhafen in der Nähe des Dorfs Kalnėnai in der Rajongemeinde Jurbarkas, Litauen. Er befindet sich am Fluss Memel. Der Hafen wird heute nicht mehr benutzt.

## Geschichte
1891 errichteten die russischen zaristischen Behörden einen Hafen am rechten Ufer der Memel, 121 km von der Mündung entfernt, 3,5 km unterhalb von Jurbarkas. Er erhielt seinen Namen vom nahe gelegenen Dorf Kalnėnai. Die russischen Behörden enteigneten etwa 6,6 ha Wiesen, entschädigten die Eigentümer jedoch nicht dafür. In den Jahren 1922 und 1923 reichten die litauischen Landwirte Schadensersatzansprüche gegen den litauischen Staat ein.
Laut einem historischen Dokument über die Überwinterung von Schiffen im Winter 1939/40 wurde festgehalten, dass eine Pontonbrücke, zwei private Flöße und etwa zehn Flöße des Forstministeriums Litauens im Hafen von Kalnėnai überwinterten. Die Eigentümer anderer Schiffe und verschiedener schwimmender Geräte sowie Ausrüstungen ließen sich nicht von sehr niedrigen Gebühren im damaligen Sowjetlitauen überzeugen. Zum 1. April 1936 zahlten nur 25 Prozent aller Dampfer und Segelschiffe die Gebühren im Hafen von Kalnėnai für die Überwinterung. Ab dem 22. April 1940 wurde dieser Prozentsatz auf zehn reduziert. So musste für ein Motorschiff vier Litas-Centai und für ein nicht motorisiertes Schiff zweieinhalb Centai pro Quadratmeter belegter Wasserfläche bezahlt werden. Der Hafen von Kalnėnai wurde nach dem Zweiten Weltkrieg wiederbelebt, als hier einige Zeit eine Schiffsreparaturwerkstatt betrieben wurde.
Im Hafengebiet wurden eine Schiffwerkstatt, ein rotes Backsteinhaus, ein Dorfladen und ein Kontrollposten eingerichtet. Der Kanal von der Memel, woher die Leichter einfuhre, war durch einen Damm getrennt. Das sowjetische Flussschiffahrtsunternehmen baute Wohnhäuser für seine Arbeiter. Das Hafenbürogebäude ist bis heute erhalten. Die Schiffe wurden hier größtenteils repariert (bis zu 14 Schiffe im Monat). Wenn sie größere Schäden aufwiesen, wurden sie nach Kaunas geschleppt.
Melninkaitė und Kęstutis waren hier eingesetzte Passagierschiffe, Ždanovas, Leninas, Čeponis und andere zugkräftige Schiffe hingegen wurden als Schlepper eingesetzt. Sie beförderten meistens Kies, Schotter oder Sand. In diesem Hafen gab es keine Fischereifahrzeuge.